# Робин Уилямс
Робин Уилямс (на английски: Robin Williams) е американски актьор и комик. Известен с уменията си за импровизация и голямото разнообразие от герои, които създава спонтанно и изобразява във филми, както в драми, така и в комедии, той е смятан за един от най-великите комедианти на всички времена. Удостоен е с множество награди, включително Награда „Оскар“, две награди „Еми в праймтайм“, шест награди „Златен глобус“, пет награди „Грами“ и две награди на Гилдията на актьорите. Удостоен е със Златен глобус на името на Сесил Демил през 2005 г.
Уилямс започва да изпълнява стендъп комедия в Сан Франциско и Лос Анджелис в средата на 70-те години и издава няколко комедийни албума, включително Reality ... What a Concept през 1980 г. Става известен с ролята на извънземния Морк в ситкома на Ей Би Си „Морк и Минди“ (1978–1982). Получава първата си главна филмова роля в игралния филм „Попай“ (1980). Печели „Оскар“ за най-добра поддържаща мъжка роля за „Добрият Уил Хънтинг“ (1997). Другите му роли, номинирани за „Оскар“, са за „Добро утро, Виетнам“ (1987), „Обществото на мъртвите поети“ (1989) и „Кралят на рибарите“ (1991).
Участва в добре приетите от критиците драми „Светът според Гарп“ (1982), „Москва на Хъдсън“ (1984), „Пробуждане“ (1990), „Опасно безсъние“ (2002), „Експресно фото“ (2002) и „Най-добрият баща в света“ (2009). Той също участва в „Играчки“ (1992), „Клетка за птици“ (1996) и „Пач Адамс“ (1998), както и в семейни филми като „Хук“ (1991), „Мисис Даутфайър“ (1993), „Джуманджи“ (1995), „Джак“ (1996), „Флабър“ (1997), „Семейна ваканция“ (2006) и трилогията „Нощ в музея“ (2006–2014). Той дава гласа си на анимационните филми „Аладин“ (1992), „Роботи“ (2005), „Весели крачета“ (2006) и неговото продължение Весели крачета 2 (2011).
Той е на 13-о място в списъка на „100 най-големи комици за всички времена“. През 2009 година е отличен като Легенда на Дисни.

## Биография
Уилямс е роден в Болница „Сейнт Лука“ в Чикаго, Илинойс, на 21 юли 1951 г. Баща му Робърт Фицджералд Уилямс (1906–1987), е старши изпълнителен директор в подразделението Линкълн-Мъркюри на Форд. Майка му Лори Маклорин (1922–2001) е бивш модел от Джаксън, Мисисипи, чийто прадядо е сенаторът и губернаторът на Мисисипи Анселм Дж. Маклорин. Уилямс има двама по-големи природени братя: Робърт по бащина линия (известен също като Тод,) и Маклорин по майчина линия. Докато майка му е част от Църквата на Христос-учения, Уилямс е възпитаван в епископалната вяра на баща си. Уилямс приписва на майка си важното ранно влияние върху хумора му и той се опитва да я разсмее, за да привлича вниманието ѝ.
Учи в държавното основно училище в Лейк Форест, Илинойс, в Основно училище „Гортън“ и в Средно училище „Диър Пат“. Описва себе си като тихо дете, което не преодолява срамежливостта си, докато не се включва в гимназиалния театър. Приятелите му го помнят като много забавен. В края на 1963 г., когато Уилямс е на 12 години, баща му е преместен в Детройт. Семейството живее във ферма с 40 стаи на 8 хектара в предградието „Блумфийлд Хилс“, Мичиган, където учи в частното Провинциално дневно училище „Детройт“. Той е в училищния отбор по борба и е избран за председател на класа.
Тъй като и двамата му родители работят,  Уилямс е отчасти отгледан от прислужницата на семейството. Когато е на 16 г., баща му се пенсионира рано и семейството се премества в Тибурон, Калифорния. След това Уилямс учи в Гимназия „Редууд“ в близкия град Ларкспър. По време на дипломирането си през 1969 г. е избран за „Най-вероятно да не успее“ и „Най-забавен“ от съучениците си. След като завършва гимназия, Уилямс се записва в мъжкия колеж „Клеърмонт“ в Клеърмонт, за да учи политология. Напуска, за да следва актьорско майсторство. Учи театър в продължение на три години в Колеж „Марин“ – 2-годишен държавен колеж в Кентфилд, Калифорния. Според професора по драма в колежа Джеймс Дън дълбочината на таланта на младия актьор става очевидна, когато той е избран за участие в мюзикъла „Оливър!“ като Фейджин. Уилямс често импровизира по време на престоя си в драматичната програма, оставяйки членовете на актьорския състав в истерия.
През 1973 г. Уилямс получава пълна стипендия за Училище „Джулиард“ (група 6, 1973–1976) в Ню Йорк. Той е един от 20-те студенти, приети в класа първокурсници, и той и Кристофър Рийв са единствените двама, приети от Джон Хаусман в програмата за напреднали в училището през същата година. Уилям Хърт и Манди Патинкин също са му съученици.
Уилямс и Рийв имат клас по диалекти, преподаван от Едит Скинър – един от водещите преподаватели по глас и реч в света; според Рийв, Скинър е бил впечатлен от Уилямс и способността му незабавно да се представя с много различни акценти. Основният им учител по актьорско майсторство е Майкъл Кан, който е „еднакво объркан от това човешко динамо“.  Уилямс вече има репутация на забавен, но Кан критикува лудориите му като обикновена стендъп комедия. В по-късна продукция Уилямс кара критиците си да замълчат с добре приетото си изпълнение на старец в „Нощта на игуаната“ на Тенеси Уилямс. Уилямс и Рийв остават близки приятели до смъртта на Рийв през 2004 г. 
Уилямс напуска Джулиард в първата си година през 1976 г. по предложение на Хаусман, който казва, че няма нищо повече, на което Джулиард може да го научи. Джералд Фрийдман, друг негов учител в Джулиард, казва, че Уилямс е гений и че консервативният и класически стил на обучение в училището не му подхожда; никой не се учудва, че той си тръгва.
По време на кариерата си той страда от проблеми със злоупотреба с наркотични вещества и от случаи на тежка депресия. Намерен е мъртъв в дома си в Парадайс Кей, Калифорния, през август 2014 г., на 63-годишна възраст. Смъртта му е обявена за самоубийство. Според вдовицата му той е бил диагностициран с Болест на Паркинсон и е изпитвал депресия, тревожност и нарастваща параноя. Аутопсията му обаче установява дифузна болест на телцата на Леви и специалисти по Деменция с телца на Леви казват, че симптомите му съответстват на тази болест. 

## Кариера

### 1976 – 1983 г.: Стендъп комедия и „Морк и Минди“
Уилямс започва да изпълнява стендъп комедия в района на залива на Сан Франциско през 1976 г. Той прави първото си представление в Холи Сити Зуу – комедиен клуб в Сан Франциско, където се издига от поддържащ бар. Мести се в Лос Анджелис и продължава да изпълнява стендъп комедия в клубове, включително в „Комеди Стор“. Там през 1977 г. е видян от телевизионния продуцент Джордж Шлатер, който го кани да се появи на възобновяване на шоуто му Laugh-In. Шоуто е излъчено в края на 1977 г. и е дебютната телевизионна изява на Уилямс. През същата година Уилямс също прави шоу в комедийния клуб LA Improv за Хоум Бокс Офис. Докато възраждането на Laugh-In се проваля, това води Уилямс до телевизионната му кариера. Той продължава да изпълнява стендъп в комедийни клубове като Рокси, за да поддържа уменията си за импровизация остри.
Първата му филмова роля е малка роля в нискобюджетната комедия от 1977 г. Can I Do It... 'Til I Need Glasses?. Първата му главна роля обаче е като Попай в игралния филм „Попай“ (1980), в който Уилямс демонстрира актьорските си умения, демонстрирани преди това в телевизионната му работа; комерсиалното разочарование от филма обаче не се дължи на представянето му.
След съживяването на Laugh-In и появята в актьорския състав на „Шоуто на Ричард Прайър“ по Ен Би Си, Уилямс е избран от Гари Маршал за ролята на извънземния Морк в епизода 'My Favorite Orkan' от 1978 г. на телевизионния сериал Happy Days („Щастливи дни“). Търсен като заместител в последния момент на напускащ актьор, Уилямс впечатлява продуцента със странното си чувство за хумор, когато сяда на главата си, когато е помолен да седне на прослушването.  Като Морк Уилямс импровизира голяма част от своите диалози и физическа комедия, говорейки с висок, назален глас, и се възползва максимално от сценария. Актьорите и екипът, както и ръководителите на телевизионната мрежа, са дълбоко впечатлени от представянето му. Появата на Морк се оказва толкова популярна сред зрителите, че довежда до отделния телевизионен ситком „Морк и Минди“, в който Уилямс си партнира с Пам Добър и който се излъчва от 1978 до 1982 г.; шоуто е написано, за да напасне неговите екстремни импровизации в диалога и поведението. Въпреки че изобразява същия герой като в Happy Days, поредицата се развива в настоящето в Боулдър, Колорадо, вместо в края на 1950 г. в Милуоки. В своя пик ситкомът има седмична аудитория от 60 млн. зрители и се смята за мястото на превръщане на Уилямс в суперзвезда. Той е много популярен сред младите хора, защото Уилямс се превръща в „мъж и дете, жизнерадостен, с гумено лице, безкраен бликащ от идеи“. Морк става популярен, представян е на плакати, книжки за оцветяване, кутии за обяд и други стоки. Ситкомът 'има такъв успех в първия си сезон, че Уилямс се появява на 12 март 1979 г. на корицата на списание „Тайм“. Тази снимка е поставена в Националната портретна галерия на САЩ в Смитсоновия институт малко след смъртта му, за да позволи на посетителите да отдадат почитта си. Уилямс също се появява на корицата на сп. „Ролинг Стоун“ от 23 август 1979 г., сниман от Ричард Аведън.
С успеха си в „Морк и Минди“ Уилямс започва да достига до по-широка аудитория със своята стендъп комедия, като се започне от края на 70-те и през 80-те години, включително три специални комедийни комедии на Хоум Бокс Офис : Off The Wall (1978), An Evening with Robin Williams (1983) и A Night at the Met (1986). Уилямс печели наградата „Грами“ за най-добър комедиен албум за записа на неговото шоу на живо през 1979 г. в нощния клуб „Копакабана“ в Ню Йорк, Reality... What a Concept („Реалността... Каква концепция“).

### 1982 – 1999 г.: Филмова слава и признание
Актьорът продължава да играе ролята на главен герой в игралния филм „Светът според Гарп“ (1982). Той продължава с други по-малки роли в по-малко успешни филми, като „Оцелелите“ (1983) и Клуб „Парадайз“ (1986), въпреки че казва, че тези роли не са помогнали за напредъка на филмовата му кариера.
През 1986 г. Уилямс е водещ на 58-те награди на Академията. На следващата година се появява в специалния комедиен скеч Carol, Carl, Whoopi and Robin (1987), като играе заедно с Керъл Бърнет, Карл Райнър и Упи Голдбърг. Уилямс също е редовен гост в различни токшоута, включително The Tonight Show Starring Johnny Carson и Късното нощно шоу на Дейвид Летърман, в което се появява 50 пъти.
Първият му голям пробив идва от главната му роля в игралния филм „Добро утро, Виетнам“ (1987) на режисьора Бари Левинсън, която му носи номинацията за „Оскар“ за най-добра мъжка роля. Действието на филма се развива през 1965 г. по време на войната във Виетнам, като Уилямс играе ролята на Адриан Кронауер – радио говорител, който забавлява войниците с комедия и сарказъм. Позволено му е да играе ролята без сценарий, импровизирайки повечето от репликите си. През микрофона той създава гласови импресии на различни хора, включително Уолтър Кронкайт, Гомер Пайл, Елвис Пресли, г-н Ед и Ричард Никсън.
Уилямс се появява заедно със Стив Мартин в Линкълн център в постановка извън Бродуей на пиесата „В очакване на Годо“ през 1988 г. Много от следващите му роли са в комедии, обагрени с патос, като „Мисис Даутфайър“ и „Пач Адамс“. През 1989 г. Уилямс играе учител по английски в частно училище в „Обществото на мъртвите поети“, което включва финална емоционална сцена, която според някои критици е вдъхновила едно поколение и е станала част от поп културата. По подобен начин представянето му като терапевт в „Добрият Уил Хънтинг“ (1997) дълбоко засяга и някои истински терапевти. В „Пробуждане“ (1990) Уилямс играе лекар по образец на Оливър Сакс, автор на книгата, по която е базиран филмът. По-късно Сакс казва, че начинът, по който е работил умът на актьора, е "форма на гений". През 1991 г. той играе възрастния Питър Пан във филма „Хук“, въпреки че казва, че ще трябва да свали 11 kg за ролята. Тери Гилиъм, който режисира Уилямс в два от филмите му, „Кралят на рибарите“ (1991) и „Приключенията на Барон Мюнхаузен“ (1988), казва през 1992 г., че Уилямс има способността да „преминава от маниакален през луд до нежен и уязвим ... [Уилямс имаше] най-уникалния ум на планетата. Няма никой като него там." 
Уилямс озвучава герои в няколко анимационни филма, а гласовата роля на Джина в анимационния мюзикъл „Аладин“ (1992) е написана за него. Първоначално той отказва ролята, тъй като е филм на Дисни и не иска студиото да печели от продажбата на стоки, базирани на филма. Той я приема с определени условия: „Правя го основно, защото искам да бъда част от тази анимационна традиция. Искам нещо за децата си. Сделка е, че просто не искам да продавам нищо...“. Уилямс импровизира голяма част от диалога си, записвайки приблизително 30 часа лента, и се представя за десетки известни личности, включително Ед Съливан, Джак Никълсън, Робърт Де Ниро, Граучо Маркс, Родни Дейнджърфийлд, Уилям Ф. Бъкли младши, Питър Лори, Арнолд Шварценегер и Арсенио Хол. Ролята му в „Аладин“ става една от най-известните и най-обичаните му, а филмът е най-касовият през 1992 г. и печели множество награди, включително специалната награда „Златен глобус“ за вокална работа за Уилямс. Той е обявен за Дисни легенда през 2009 г.
Поради нарушаване на споразумението на Дисни с Уилямс относно използването на джина в рекламата на „Аладин“, Уилямс отказва да подпише договор за директното видео продължение „Аладин и завръщането на Джафар“ (1994), където вместо това джинът е озвучен от Дан Кастеланета. Когато Джефри Каценберг е заменен от Джо Рот като председател на Студия „Уолт Дисни“, Рот прави публично извинение на Уилямс. Уилямс от своя страна повтаря ролята във второто продължение „Аладин и царят на разбойниците“ (1996). През това време той дава гласа си на „Фърнгъли: Последната екваториална гора“ (1992). Други драматични негови изпълнения на включват „Москва на Хъдсън“ (1984), „В какво се превръщат мечите“ (1998) и „Двестагодишен човек“ (1999).
В началото на 2000-те г. Уилямс демонстрира ново ниво на своята гъвкавост, като играе по-мрачни роли, отколкото през предходните десетилетия. Появява се с колегата си комик Били Кристъл в некредитирано камео в началото на епизод от 1997 г. на третия сезон на ситкома „Приятели“.
Изпълненията на Уилямс му носят различни признания, включително „„Оскар“ за най-добра поддържаща мъжка роля за ролята му в „Добрият Уил Хънтинг“, както и две предишни номинации за „Оскар“, съответно за „Обществото на мъртвите поети“ и като проблемен бездомник в „Кралят на рибарите“. Сред актьорите, които са му помогнали по време на актьорската му кариера, той цитира Робърт де Ниро, от когото е научил силата на мълчанието и икономичността на диалога, когато играе. От Дъстин Хофман, с когото си партнира в „Хук“, той научава да приема напълно различни типове герои и да трансформира героите си чрез екстремна подготовка. Уди Алън, който режисира него и Били Кристъл в „Да разнищим Хари“ (1997), също помага на Уилямс.

### 2000 – 2014 г.: Детски филми и завръщане в телевизията
Уилямс води токшоу за Одибъл, което е излъчено през април 2000 г. и е достъпно само на уебсайта на Одибъл. В „Опасно безсъние“ (2002) той играе убиец, бягащ от лишен от сън детектив от полицията на Лос Анджелис (изигран от Ал Пачино) в провинциална Аляска. Също така през 2002 г. в психологическия трилър „Експресно фото“ Уилямс изобразява емоционално разстроен техник по проявяване на снимки, който е обсебен от семейство, за което проявява снимки от дълго време. В научнофантастичния психологически трилър от 2004 г. „Последен спомен“ Уилямс играе професионалист, който се специализира в редактирането на спомените на неприятни хора в безкритични мемоари, които се представят на погребения. Многобройните му телевизионни изяви включват епизод на Whose Line Is It Anyway? и епизод на „Закон и ред: Специални разследвания“. Той е хедлайнер на собственото си моноспектакъл Robin Williams: Live on Broadway, който се играе в театъра на Бродуей през юли 2002 г. Стендъп работата на Уилямс е последователна нишка през цялата му кариера, както се вижда от успеха на неговия  моноспектакъл (и последвалото DVD). През 2004 г. той е избран на 13-то място в списъка на Комеди Сентрал за „100-те най-добри стендъпи на всички времена“. През 2006 г. е изненадващият гост на Наградите „Nickelodeon Kids' Choice“ и се появява в епизод на Extreme Makeover: Home Edition, излъчен на 30 януари.  След шестгодишна пауза, през август 2008 г. Уилямс обявява ново турне в 26 града – „Робин Уилямс – оръжия за себеунищожение“. То започва в края на септември 2009 г. и приключва в Ню Йорк на 3 декември, като е предмет на специално телевизионно шоу по HBO на 8 декември 2009 г.

През 2006 г. той участва в пет филма, включително „Мъж на годината“ – политическа сатира, и „Нощен слушател“ – трилър за радиоводещ, който осъзнава, че дете, с което е развил приятелство, може да не съществува. Уилямс продължава да озвучава анимационни филми, включително „Роботи“ (2005), филмовия франчайз „Весели крачета“ (2006-2011) и има некредитирано вокално изпълнение във „Победител“ (2006). Той също така озвучава холографския герой д-р Ноу във филма на живо „Изкуствен интелект“ (2001). Той е гласът на The Timekeeper – бивша атракция в Дисни Уърлд за робот, пътуващ във времето, който среща Жул Верн и го отвежда в бъдещето.
През 2010 г. се появява в скеч с Робърт Де Ниро в „Събота вечер на живо“, а през 2012 г. участва като гост в два сериала на Еф Екс – „Луи“ и „Уилфред“. Той прави своя актьорски дебют на Бродуей в „Бенгалски тигър в багдадската зоологическа градина“ на Раджив Джоузеф, поставена в Театър „Ричард Роджърс“ на Бродуей на 31 март 2011 г. За изпълнението си е номиниран за наградата на Drama League за изключителен изтъкнат изпълнител. През май 2013 г. Си Би Ес стартира нов сериал – „Откачалки“ (The Crazy Ones), с участието на Уилямс, който е свален след един сезон. „Най-гневният мъж в Бруклин“ е последният филм на Уилямс, който излиза по екраните приживе. Във филма той играе Хенри Олтман – ядосан и огорчен мъж, който се опитва да промени живота си, след като му е казано, че има нелечима болест. Четири филма с участието на Уилямс са пуснати след смъртта му през 2014 г.: „Нощ в музея: Тайната на гробницата“, A Merry Friggin' Christmas, Boulevard и „Абсолютно всичко“.

## Личен живот
Уилямс се жени за първата си съпруга Валери Веларди през юни 1978 г., след съжителството с комедиантката Илейн Буслър. Веларди и Уилямс се запознават през 1976 г., докато той работи като барман в таверна в Сан Франциско. Синът им Закари Пим „Зак“ Уилямс е роден през 1983 г. Двамата се развеждат през 1988 г.
Въпреки че е съобщено, че Уилямс започва любовна афера с бавачката на Закари, Марша Гарсес през 1986 г., Веларди заявява в документалния филм от 2018 г. „Робин Уилямс: Влезте в ума ми“, че връзката  му с Гарсес е започнала след като двамата са се разделили. На 30 април 1989 г. Уилямс се жени за Гарсес, която е бременна в шестия месец с първото им дете. Имат две деца заедно – Зелда Рей Уилямс (р. 1989) и Коди Алън Уилямс (р. 1991). През март 2008 г. Гарсес подава молба за развод, позовавайки се на непреодолими различия. Разводът е финализиран през 2010 г.
Уилямс се жени за третата си съпруга, графичната дизайнерка Сюзън Шнайдер, на 22 октомври 2011 г. в Света Елена (Калифорния). Двамата живеят в къщата си в Сий Клиф (Сан Франциско), Калифорния.
В Ню Йорк Уилямс е част от клуба на бегачите „Уест Сайд YMCA“ и демонстрира обещаващи резултати с 34:21 min на 10-километрово бягане в Сентръл Парк през 1975 г. Той също така обича колоезденето, след като започва спорта отчасти като заместител на наркотиците. Прави голяма колекция от велосипеди и става фен на професионалното шосейно колоездене, като често пътува до състезателни събития като Обиколката на Франция. През 2016 г. неговите деца даряват 87 от неговите велосипеди в подкрепа на Фондация „Challenged Athletes“ и на Фондация „Кристофър и Дана Рийв“.
Любимите му книги са трилогията „Фондация“ на Айзък Азимов, а любимата му книга като дете е „Лъвът, вещицата и дрешникът“ на Клайв Стейпълс Луис, която по-късно споделя с децата си.
Уилямс харесва както настолните ролеви игри, така и видеоигрите. Дъщеря му Зелда е кръстена на главната героиня на „Легендата за Зелда“ – семейна любима поредица от видеоигри. Той е голям фен на Аниме и на колекционирането на фигури –една от неговите фигури е героят Deunan Knute от аниме филма „Ябълково семе“, чийто фен е. Той също така харесва филма Innocence Ghost in the Shell и получава DVD копие на Paranoia Agent, подписано от режисьора му Сатоши Кон.
Уилямс е отгледан и понякога се идентифицира като епископален. Той също така описва себе си като „почетен евреин“ и на 60-ия Ден на независимостта на Израел през 2008 г. се появява на Таймс Скуеър заедно с няколко други знаменитости, за да пожелаят на Израел честит рожден ден.
През 80-те г. използва кокаин и присъства на вечерта когато неговият Джон Белуши умира от свръхдоза.
Той е приятел на Кристофър Рийв, с когото е състудент в Джулиард, Ню Йорк. През 1995 г., след падане от кон, Рийвс остава на инвалидна количка и Уилямс оказва финансова помощ за лечението му и за научните изследвания на болестта.

## Участия
| година | заглавие                                | оригинално заглавие                                        | роля                          | режисьор                         | жанр                        | бележки                       |
| ------ | --------------------------------------- | ---------------------------------------------------------- | ----------------------------- | -------------------------------- | --------------------------- | ----------------------------- |
| 1977   |                                         | Can I Do It 'Till I Need Glasses?                          | адвокат; мъж със зъбобол      | И. Робърт Леви                   | комедия                     |                               |
| 1978   |                                         | Sorority '62                                               | Хенри                         | Тони Чиски                       | комедия                     | тв филм                       |
| 1980   | Попай                                   | Popeye                                                     | Попай                         | Робърт Олтман                    | комедия, семеен             |                               |
| 1982   | Светът според Гарп                      | The World According to Garp                                | Ти Ес Гарп                    | Джордж Рой Хил                   | комедия, драма              |                               |
| 1983   | Оцелелите                               | The Survivors                                              | Доналд Куинел                 | Майкъл Ричи                      | комедия, криминален         |                               |
| 1984   | Москва на Хъдсън                        | Moscow on the Hudson                                       | Владимир Иванов               | Пол Мазурски                     | комедия, драма              |                               |
| 1986   |                                         | Seize the Day                                              | Томи Уилхелм                  | Филдър Кук                       | комедия, драма              |                               |
| 1986   | Клуб „Парадайз“                         | Club Paradise                                              | Джак Моникър                  | Харолд Реймис                    | комедия                     |                               |
| 1986   | Най-добрите времена                     | The Best of Times                                          | Джак Дънди                    | Роджър Спотисуд                  | комедия                     |                               |
| 1987   | Добро утро, Виетнам                     | Good Morning, Vietnam                                      | Ейдриън Кронауър              | Бари Левинсън                    | драма, военен               |                               |
| 1987   |                                         | Jonathan Winters: On the Ledge                             | протежето на Биг Еди          | Питър Ферара                     | комедия                     | тв филм                       |
| 1988   | Приключенията на барон Мюнхаузен        | The Adventures of Baron Munchausen                         | кралят на Луната              | Тери Гилиъм                      | приключенски                |                               |
| 1988   |                                         | Portrait of a White Marriage                               | търговец на климатици         | Хари Шиърър                      | комедия                     | некредитиран                  |
| 1989   |                                         | Back to Neverland                                          | Робин                         | Джери Рийс                       | комедия, анимация           | късометражен                  |
| 1989   | Обществото на мъртвите поети            | Dead Poets Society                                         | Джон Кийтинг                  | Питър Уиър                       | драма                       |                               |
| 1990   | Автокъща (Човекът-кадилак)              | Cadillac Man                                               | Джоуи О'Брайън                | Роджър Доналдсън                 | комедия, криминален         |                               |
| 1990   | Пробуждане                              | Awakenings                                                 | доктор Малкълм Сейър          | Пени Маршъл                      | биографичен, драма          |                               |
| 1991   |                                         | Shakes the Clown                                           | Марти Фромаж                  | Бобкат Голдуейт                  | комедия, криминален         |                               |
| 1991   | Отново мъртва                           | Dead Again                                                 | Доктор Коузи Карлайл          | Кенет Брана                      | криминален, драма           |                               |
| 1991   | Кралят на рибарите                      | The Fisher King                                            | Пери                          | Тери Гилиъм                      | драма, комедия              |                               |
| 1991   | Хук                                     | Hook                                                       | Питър Банинг/Питър Пан        | Стивън Спилбърг                  | приключенски, фентъзи       |                               |
| 1992   |                                         | A Spinal Tap Reunion: The 25th Anniversary London Sell-Out | Робин Уилямс                  | Джим де Берджи и Лореън Итън-Хог | комедия, музикален          | тв филм                       |
| 1992   | Играчки                                 | Toys                                                       | Лесли Зево                    | Бари Левинсън                    | фентъзи, семеен             |                               |
| 1993   | Мисис Даутфайър                         | Mrs. Doubtfire                                             | Даниел Хилард/мисис Даутфайър | Крис Кълъмбъс                    | комедия, семеен             | и продуцент                   |
| 1993   | Аз, човекът                             | Being Human                                                | Хектор                        | Бил Форсайт                      | семейна драма               |                               |
| 1994   |                                         | In Search of Dr. Seuss                                     | бащата                        | Винсънт Патерсън                 | анимация, биографичен       | тв филм                       |
| 1995   | Джуманджи                               | Jumanji                                                    | Алан Париш                    | Джо Джонстън                     | приключенски                |                               |
| 1995   | На Уонг Фу, с благодарности!            | To Wong Foo, Thanks for Everything! Julie Newmar           | Джон Шмид                     | Джон Джейкъб Джингелхаймер Шмит  | комедия, драма              | некредитиран                  |
| 1995   | Девет месеца                            | Nine Months                                                | доктор Козевич                | Крис Кълъмбъс                    | романтичен, комедия         |                               |
| 1996   | Хамлет                                  | Hamlet                                                     | Озрик                         | Кенет Брана                      | драма                       |                               |
| 1996   |                                         | The Secret Agent                                           | Професорът                    | Кристофър Хемптън                | драма, трилър               | некредитиран                  |
| 1996   | Джак                                    | Jack                                                       | Джак Пауъл                    | Франсис Форд Копола              | комедия, драма              |                               |
| 1996   | Клетка за птици                         | The Birdcage                                               | Арманд Голдман                | Майк Никълс                      | комедия                     |                               |
| 1997   | Добрият Уил Хънтинг                     | Good Will Hunting                                          | Шон Магуайър                  | Гас Ван Сант                     | драма                       |                               |
| 1997   | Флабър                                  | Flubber                                                    | професор Филип Брейнард       | Лес Мейфийлд                     | комедия, семеен             |                               |
| 1997   | Да разнищим Хари                        | Deconstructing Harry                                       | Мел                           | Уди Алън                         | комедия                     |                               |
| 1997   | Ние сме баща ти                         | Fathers' Day                                               | Дейл Пътли                    | Айвън Райтман                    | комедия, романтичен         |                               |
| 1998   | Пач Адамс                               | Patch Adams                                                | Хънтър „Пач“ Адамс            | Том Шадиак                       | комедия, биографичен, драма |                               |
| 1998   | В какво се превръщат мечтите            | What Dreams May Come                                       | Крис Нилсън                   | Винсънт Уорд                     | драма                       |                               |
| 1999   | Двестагодишен човек                     | Bicentennial Man                                           | Андрю Мартин                  | Крис Кълъмбъс                    | научна фантастика, семеен   |                               |
| 1999   | Якоб лъжеца                             | Jakob the Liar                                             | Якоб Хайм/(разказвач)         | Питър Касовиц                    | драма, военен               | и продуцент                   |
| 2002   | Опасно безсъние                         | Insomnia                                                   | Уолтър Финч                   | Кристофър Нолан                  | трилър                      |                               |
| 2002   | Смърт на Смучи                          | Death to Smoochy                                           | Рандолф „Дъгата“ Смайли       | Дани Де Вито                     | драма, комедия              |                               |
| 2002   | Експресно фото                          | One Hour Photo                                             | Сиймор „Сай“ Периш            | Марк Романек                     | трилър                      |                               |
| 2003   |                                         | The Rutles 2: Can't Buy Me Lunch                           | Ханс Хенки                    | Ерик Айдъл                       | комедия                     | тв филм                       |
| 2004   |                                         | Noel                                                       | Чарли Бойд; свещеник          | Чаз Палминтери                   | драма                       |                               |
| 2004   | Затворът на миналото                    | House of D                                                 | Папас                         | Дейвид Духовни                   | комедия, драма              |                               |
| 2004   | Последен спомен                         | The Final Cut                                              | Алън Хакман                   | Омар Наим                        | драма, трилър               |                               |
| 2005   | Бяла пустош                             | The Big White                                              | Пол Барнел                    | Марк Милод                       | криминален, драма           |                               |
| 2006   | Мъж на годината                         | Man of the Year                                            | Том Добс                      | Бари Левинсън                    | комедия, драма              |                               |
| 2006   | Нощ в музея                             | Night at the Museum                                        | Теодор Рузвелт                | Шон Леви                         | приключенски, комедия       |                               |
| 2006   | Беда на колела                          | RV                                                         | Боб Мънро                     | Бари Зоненфелд                   | комедия                     |                               |
| 2006   | Нощен слушател                          | The Night Listener                                         | Гейбриъл Нун                  | Патрик Стетнър                   | драма, криминален           |                               |
| 2007   | Сватбен лиценз                          | License to Wed                                             | отец Франк                    | Кен Куопис                       | комедия, романтичен         |                               |
| 2007   | Огъст Ръш                               | August Rush                                                | Максуел „Магьосника“ Уолъс    | Кирстен Шеридън                  | музикален, драма            |                               |
| 2009   | Робин Уилямс – оръжия за самоунищожение | Robin Williams: Weapons of Self Destruction                | себе си                       | Марти Калнър                     | комедия                     | тв моноспектакъл; и сценарист |
| 2009   | Психоаналитик                           | Shrink                                                     | Холдън                        | Джонас Пате                      | комедия, драма              | некредитиран                  |
| 2009   | Най-страхотният баща на света           | World's Greatest Dad                                       | Ланс Клейтън                  | Бобкат Голдтуайт                 | комедия, драма              |                               |
| 2009   | Нощ в музея 2                           | Night at the Museum: Battle of the Smithsonian             | Теодор Рузвелт                | Шон Леви                         | приключенски, комедия       |                               |
| 2009   | Стари кучета                            | Old Dogs                                                   | Дан Рейбърн                   | Уолт Бекер                       | комедия                     |                               |
| 2013   | Тежка сватба                            | The Big Wedding                                            | отец Мойнингам                | Джъстин Джакам                   | комедия, драма              |                               |
| 2013   | Иконом на седем президенти              | The Butler                                                 | Дуайт Айзенхауер              | Лий Даниълс                      | биографичен, драма          |                               |
| 2013   | Лицето на любовта                       | The Face of Love                                           | Роджър                        | Ари Посин                        | драма, мистерия             |                               |
| 2014   | Принцът на Провидънс                    | The Prince of Providence                                   |                               | Майкъл Коренте                   | драма                       |                               |
| 2014   |                                         | Boulevard                                                  | Нолан Мак                     | Дито Монтиел                     | драма                       |                               |
| 2014   | Най-гневният мъж в Бруклин              | The Angriest Man in Brooklyn                               | Хенри Алтман                  | Фил Алдън Робинсън               | комедия, драма              |                               |
| 2014   |                                         | A Merry Friggin' Christmas                                 | Върджил Мичлър                | Тристам Шапиро                   | комедия, драма              |                               |
| 2014   | Нощ в музея: Тайната на гробницата      | Night at the Museum: Secret of the Tomb                    | Теодор Рузвелт                | Шон Леви                         | приключенски                |                               |
| 2018   | Робин Уилямсː Влезте в ума ми           | Robin Williams: Come Inside My Mind                        | себе си                       | Марина Зенович                   | документален                |                               |

| година    | заглавие                             | оригинално заглавие               | роля                                                                         | жанр                    | бележки                           |
| --------- | ------------------------------------ | --------------------------------- | ---------------------------------------------------------------------------- | ----------------------- | --------------------------------- |
| 1977      |                                      | The Richard Pryor Show            | различни                                                                     | комедия                 | сезон 1, еп. 1 и 2                |
| 1977      |                                      | Eight Is Enouph                   | член на група                                                                | комедия, семеен         | сезон 2, еп. 12                   |
| 1977-1978 |                                      | Laugh-In                          | регулярен изпълнител                                                         | комедия                 | сезон 1, еп.1-4                   |
| 1978      |                                      | America 2-Night                   | Джейсън Шайн                                                                 | комедия                 | сезон 1, еп. 8 и 53               |
| 1978-1979 |                                      | Happy Days                        | Морк                                                                         | комедия, семеен         | сезон 5, еп. 22 и сезон 6, еп. 24 |
| 1978-1982 |                                      | Mork & Mindy                      | Морк; себе си                                                                | комедия, семеен         | в 94 епизода                      |
| 1979      |                                      | Out of the Blue                   | Морк                                                                         | комедия                 | сезон 1, еп.1                     |
| 1982      |                                      | Faerie Tale Theatre               | принц Робин; жабата                                                          | фентъзи                 | сезон 1, еп.1                     |
| 1982      |                                      | SCTV Network                      | различни                                                                     | комедия                 | сезон 2, еп. 6                    |
| 1984      |                                      | Pryor's Place                     | Габи                                                                         | комедия, семеен         | сезон 1, еп. 6                    |
| 1986      |                                      | Cinemax Comedy Experiment         |                                                                              | комедия                 | в 1 епизод                        |
| 1994      |                                      | Homicide: Life on the Street      | Робърт Елисън                                                                | криминален, драма       | сезон 2, еп. 1                    |
| 1994      |                                      | The Larry Sanders Show            |                                                                              | комедия                 | сезон 3, еп. 1                    |
| 1997      | Приятели                             | Friends                           | Томас                                                                        | романтичен, комедия     | сезон 3, еп. 24 (некредитиран)    |
| 1999      |                                      | L.A. Doctors                      | Хюго Кинсли                                                                  | драма                   | сезон 1, еп. 14                   |
| 2003      |                                      | Freedom: A History of US          | Фермер от Мисури; Джосая Куинси; ген. Юлайсис С. Грант; Оливър Райт и Уилбър | документален            | сезон 1, еп. 3, 4, 6, 11          |
| 2008      |                                      | American Idol                     | Иван 'Боб' Попанов                                                           | музикален, документален | сезон 7, еп. 29                   |
| 2008      | Закон и редːˑ Специални разследвания | Law & Order: Special Victims Unit | Мерит Рук                                                                    | криминален              | сезон 9, еп. 17                   |
| 2009      | Спондж Боб Квадратни гащи            | SpongeBob SquarePants             | себе си                                                                      | анимационен сериал      | сезон 6, еп. 23                   |
| 2010      |                                      | Saturday Night Live               | себе си                                                                      | комедия                 | сезон 36, еп. 8 (некредитиран)    |
| 2012      |                                      | Wilfred                           | д-р Еди                                                                      | драма                   | сезон 2, еп. 1                    |
| 2012      |                                      | Luoie                             | Робин                                                                        | комедия, драма          | сезон3, еп. 6                     |
| 2013-2014 | Откачалки                            | The Crazy Ones                    | Саймън Робъртс                                                               | ситком                  | в 22 епизода                      |

| година | залавие                                | оригинално заглавие                       | роля                 | режисьор                                        | жанр                      | бележки                       |
| ------ | -------------------------------------- | ----------------------------------------- | -------------------- | ----------------------------------------------- | ------------------------- | ----------------------------- |
| 1982   |                                        | Mork & Mindy/Laverne & Shirley/Fonz Hour  | Морк                 |                                                 | анимация                  | тв сериал                     |
| 1987   |                                        | Dear America: Letters Home from Vietnam   | Бейби-сан            | Бил Кутюрие                                     | документален              | тв филм                       |
| 1988   |                                        | Rabbit Ears: Pecos Bill                   | разказвач            | Тим Раглин                                      | семеен                    | късометражен                  |
| 1991   |                                        | Rabbit Ears: The Fool and the Flying Ship | разказвач            | Крейг Роджърс                                   | семеен                    | късометражен                  |
| 1991   |                                        | A Wish for Wings That Work                | Киви                 | Скип Джоунс                                     | анимация                  | тв филм                       |
| 1992   | Аладин                                 | Aladdin                                   | Джинът               | Рон Клемънтс и Джон Мъскър                      | анимация                  |                               |
| 1992   | Фърнгълиː Последната екваториална гора | Ferngully: The Last Rainforest            | Бати Кода            | Бил Кройер                                      | анимация                  |                               |
| 1992   |                                        | The Timekeeper                            | Пазителят на времето | Джеф Блайт                                      | приключенски              | късометражен                  |
| 1995   |                                        | Aladdin on Ice                            | Джинът               | Стив Байндър                                    | смеен, комедия            | тв филм; некредитиран         |
| 1996   | Аладин и царят на разбойниците         | Aladdin and the King of Thieves           | Джинът               | Тад Стоунс                                      | анимация                  |                               |
| 1998   |                                        | One Saturday Morning                      | Джинът               |                                                 | семеен                    | тв сериал (сезон2, еп. 5 и 8) |
| 1998   |                                        | Aladdin's Math Quest                      | Джинът               |                                                 | семеен, приключенски      | видео игра                    |
| 2001   | Изкуствен интелект                     | A.I. Artificial Intelligence              | д-р Знам             | Стивън Спилбърг                                 | научна фантастика         |                               |
| 2005   | Роботи                                 | Robots                                    | Фендър               | Крис Уедж и Карлос Салдана                      | анимация                  |                               |
| 2006   | Весели крачета                         | Happy Feet                                | Рамон/Ловлейс        | Джордж Милър                                    | анимация                  |                               |
| 2006   | Победител                              | Everyone's Hero                           |                      | Кристофър Рийв, Даниел Сейнт Пиер, Колин Брейди | анимация                  | некредитиран                  |
| 2011   | Весели крачета 2                       | Happy Feet Two                            | Рамон/Ловлейс        | Джордж Милър                                    | анимация                  |                               |
| 2015   | Абсолютно всичко                       | Absolutely Anything                       | кучето Денис         | Тери Джоунс                                     | научнофантастична комедия |                               |

## Награди и номинации
| Година | Продукция                             | Награда                                                 | Резултат  |
| ------ | ------------------------------------- | ------------------------------------------------------- | --------- |
| 1979   | „Морк и Минди“                        | Златен глобус за най-добър актьор в сериал – комедия    | награда   |
| 1980   | „Морк и Минди“                        | Златен глобус за най-добър актьор в сериал – комедия    | номинация |
| 1985   | „Москва на Хъдсън“                    | Златен глобус за най-добър актьор в мюзикъл или комедия | номинация |
| 1988   | „Добро утро, Виетнам“                 | Оскар за най-добра мъжка роля                           | номинация |
| 1988   | „Добро утро, Виетнам“                 | Златен глобус за най-добър актьор в мюзикъл или комедия | награда   |
| 1989   | „Добро утро, Виетнам“                 | Награда на БАФТА за най-добър актьор в главна роля      | номинация |
| 1990   | „Обществото на мъртвите поети“        | Оскар за най-добра мъжка роля                           | номинация |
| 1990   | „Обществото на мъртвите поети“        | Награда на БАФТА за най-добър актьор в главна роля      | номинация |
| 1990   | „Обществото на мъртвите поети“        | Златен глобус за най-добър актьор в драматичен филм     | номинация |
| 1991   | „Пробуждане“                          | Златен глобус за най-добър актьор в драматичен филм     | номинация |
| 1992   | „Кралят на рибарите“                  | Оскар за най-добра мъжка роля                           | номинация |
| 1992   | „Кралят на рибарите“                  | Златен глобус за най-добър актьор в мюзикъл или комедия | награда   |
| 1992   | „Кралят на рибарите“                  | Сатурн за най-добър актьор                              | номинация |
| 1993   | „Играчки“                             | Сатурн за най-добър актьор                              | номинация |
| 1993   | „Аладин“                              | Сатурн за най-добър актьор в поддържаща роля            | награда   |
| 1994   | „Мисис Даутфайър“                     | Златен глобус за най-добър актьор в мюзикъл или комедия | награда   |
| 1996   | „Джуманджи“                           | Сатурн за най-добър актьор                              | номинация |
| 1998   | „Добрият Уил Хънтинг“                 | Оскар за най-добра поддържаща мъжка роля                | награда   |
| 1998   | „Добрият Уил Хънтинг“                 | Златен глобус за най-добър поддържащ актьор             | номинация |
| 1998   | „Добрият Уил Хънтинг“                 | Сателит за най-добър актьор в поддържаща роля в драма   | номинация |
| 1999   | „Пач Адамс“                           | Златен глобус за най-добър актьор в мюзикъл или комедия | номинация |
| 1999   | „Пач Адамс“                           | Сателит за най-добър актьор в мюзикъл или комедия       | номинация |
| 2000   | „Двестагодишен човек“ и „Якоб лъжеца“ | Златна малинка за най-лош актьор                        | номинация |
| 2003   | „Опасно безсъние“                     | Сатурн за най-добър актьор в поддържаща роля            | номинация |
| 2003   | „Експресно фото“                      | Сателит за най-добър актьор в драматичен филм           | номинация |
| 2003   | „Експресно фото“                      | Сатурн за най-добър актьор                              | награда   |
| 2003   | „Смърт на Смучи“                      | Златна малинка за най-лош актьор в поддържаща роля      | номинация |
| 2005   |                                       | Златен глобус на името на Сесил Демил                   | награда   |